# Austronemoura chilena
Austronemoura chilena is een steenvlieg uit de familie Notonemouridae. De wetenschappelijke naam van de soort is voor het eerst geldig gepubliceerd in 1960 door Aubert.